# Ratiboř (Žlutice)
Ratiboř (německy Ratiworz) je vesnice, část města Žlutice v okrese Karlovy Vary v Karlovarském kraji. Nachází se asi čtyři kilometry severozápadně od Žlutic. Ratiboř leží v katastrálním území Ratiboř u Žlutic o rozloze 5,01 km².

## Historie
První písemná zmínka o vesnici s tvrzí pochází z roku 1375, kdy patřila rodu Plavenských z Plavna, a zmiňuje jejich mana Hanuše. Svobodným statkem se stala za Mikuláše Ratiborského až roku 1567, když ji míšeňský purkrabí Jindřich propustil z manství. Do roku 1623 byla Ratiboř součástí rabštejnského panství a později byla připojena k Údrči, u které už zůstala.
Ve vesnici stávaly dvě tvrze. Starší gotická tvrz ze 14. století stála severně od rybníka na pozemcích mezi domy čp. 22 a 35. Měla obdélný půdorys a obklopoval ji vodní příkop. Zanikla na přelomu 15. a 16. století a dochovaly se z ní jen drobné terénní relikty. Mladší renesanční tvrz vznikla ve druhé polovině 16. století v poplužním dvoře (východně od čp. 12) a byla zbořena po roce 1945.
Východně od vsi se nalézá rozsáhlý utlumený kamenolom.

## Obyvatelstvo
Při sčítání lidu v roce 1921 zde žilo 219 obyvatel (z toho 104 mužů) německé národnosti, kteří se s výjimkou jednoho žida hlásili k římskokatolické církvi. Podle sčítání lidu z roku 1930 měla vesnice 210 obyvatel: 209 Němců a jednoho cizince. Až na jednoho evangelíka byli římskými katolíky. V roce 2011 zde trvale žilo 22 obyvatel.
| Rok            | 1869 | 1880 | 1890 | 1900 | 1910 | 1921 | 1930 | 1950 | 1961 | 1970 | 1980 | 1991 | 2001 | 2011 | 2021 |
| -------------- | ---- | ---- | ---- | ---- | ---- | ---- | ---- | ---- | ---- | ---- | ---- | ---- | ---- | ---- | ---- |
| Počet obyvatel | 248  | 237  | 231  | 226  | 224  | 219  | 210  | 84   | 68   | 51   | 43   | 30   | 28   | 22   | 32   |
| Počet domů     | 41   | 42   | 44   | 44   | 43   | 42   | 42   | 24   | 24   | 16   | 13   | 13   | 13   | 14   | 16   |

## Obecní správa
Při sčítání lidu v letech 1869–1950 Ratiboř byl samostatnou obcí, se kterým patřil nejprve do okresu Žlutice a v roce 1950 v okrese Toužim. V letech 1961–1974 byl částí obce Veselov v okrese Karlovy Vary. Od 1. ledna 1975 je částí města Žlutice v okrese Karlovy Vary.

## Pamětihodnosti
- Kaple svaté Anny na návsi[14]
- Zřícenina Ratibořského mlýna na potoce západně od vsi[15]